# Кам'янка (Корм'янський район)
Ка́м'янка (біл. Ка́менка, трансліт.: Kamienka) — село в Корм'янському районі, Гомельська область, Білорусь. Входить до складу Кам'янської сільради.
Розташоване 12 км на північний захід від Корми, 52 км від залізничної станції Рогачів (на лінії Могилів — Жлобин), 122 км від Гомеля, біля автошляху Н4802 Корма — Журавичі.

## Історія
Згідно з письмовими джерелами село відоме з XVIII століття як село в Чечерському старостві Річицького повіту Мінського воєводства Великого князівства Литовського. Після 1-го розділу Речі Посполитої (1772) в складі Російської імперії. Згідно інвентаризації Чечерського староства 1726 року позначене як село Рогачівського повіту Могильовської губернії. З 1788 року фільварок і село. Через село проходила поштова дорога з Корми в Новий Бихів. У 1881 році працював хлібний магазин. Згідно з переписом 1897 року село та однойменний фільварок. У 1913 році відкрито школу, будинок для якої на свої кошти побудували мешканці села.
З 5 серпня 1924 року центр Кам'янської сільради, з 5 серпня 1929 року — Куроницької, з 30 червня 1966 року Кам'янської сільради Кормянського району, з 25 грудня 1962 року Рогачівскої, з 6 січня 1965 року Чечерської. З 20 лютого 1938 року у складі Гомельської області.
У 1929 році організований колгосп «Луч 1 Травня», працював вітряк. В роки Другої світової війни в боях біля села загинули 77 радянських солдатів (поховані в братській могилі в центрі села). На фронтах і в партизанській боротьбі загинули 255 мешканців села, у пам'ять про них в центрі села встановлений меморіальний знак.
Згідно з переписом 1959 року в складі колгоспу «Жовтень» (центр - село Кучин), діяли комбінат побутового обслуговування, 9-річна школа, Будинок культури, бібліотека, фельдшерсько-акушерський пункт, відділення зв'язку, магазин, ясла-садок.
До складу Кам'янської сільради до 1962 року входили селища, що на тепер не існують — Кургання та Плавкий Лог.

## Населення
Динаміка чисельності населення:
- 1788 рік — 24 двори.
- 1881 рік — 39 дворів, 233 мешканці.
- 1897 рік — 50 дворів 339 мешканців; у фільварку 3 двори, 16 мешканців (згідно з переписом).
- 1959 рік — 451 мешканець (згідно з переписом).
- 2004 рік — 77 господарств, 158 мешканців.